# إدا وكماض (إدا وڭماض)
إدا وكماض هي إحدى مشيخات المملكة المغربية، تتبع جغرافيا لإقليم تارودانت وإداريًا لإدا وڭماض. يقدر عدد سكانها بـ 5382 نسمة حسب الإحصاء الرسمي للسكان والسكنى لسنة 2004.